# Pedrosa de la Vega
Pedrosa de la Vega é um município da Espanha na província de Palência, comunidade autónoma de Castela e Leão, de área 21,06 km² com população de 347 habitantes (2007) e densidade populacional de 17,34 hab/km².

## Demografia
| Variação demográfica do município entre 1991 e 2004 | Variação demográfica do município entre 1991 e 2004 | Variação demográfica do município entre 1991 e 2004 | Variação demográfica do município entre 1991 e 2004 |
| --------------------------------------------------- | --------------------------------------------------- | --------------------------------------------------- | --------------------------------------------------- |
| 1991                                                | 1996                                                | 2001                                                | 2004                                                |
| 444                                                 | 398                                                 | 376                                                 | 366                                                 |